# Maja Škorić
Maja Škorić (en alphabet cyrillique serbe : Маја Шкорић; en alphabet latin serbe : Maja Škorić), née le 10 novembre 1989 à Rijeka (Yougoslavie, actuelle Croatie), est une joueuse de basket-ball serbe.

## Palmarès

### Sélection nationale
- Médaille de bronze au championnat d'Europe 2019
- Médaille d'or au championnat d'Europe 2021